# Michael Muster
Michael Muster (Rostock, 1946) è un politico e avvocato tedesco, fondatore nel 2017 ed ex-presidente del Partito Blu (2017-2019).

## Biografia
Michael Muster è nato a Rostock.
Dal 1991 al 2009 è stato capo del dipartimento del Ministero delle finanze e della giustizia della Sassonia. Secondo quanto riportato dal Die Zeit, quando militava nel partito Alternativa per la Germania era uno dei principali sostenitori del suo programma politico-ideologico e vicino alla linea del segretario Bernd Lucke. Il 17 settembre 2017, in vista delle elezioni federali del 24 settembre, ha fondato il Die Blaue Partei (Il Partito Blu), da una branca dell'Alternativa per la Germania, facente capo alla ex-leader Frauke Petry, diventandone il presidente, carica che ha mantenuto fino al 31 dicembre 2019, quando su iniziativa degli stessi dirigenti il partito si è sciolto.
Muster è sposato con sua moglie Kirsten, anche lei avvocato ed ex-membro del Partito Blu fuoriuscito dall'AfD, per la quale era stata eletta al Landtag della Sassonia nel 2014, mantenendo per il nuovo partito la carica di deputata, come Petry. La coppia ha due figli e vive a Moritzburg.